# أنميزم

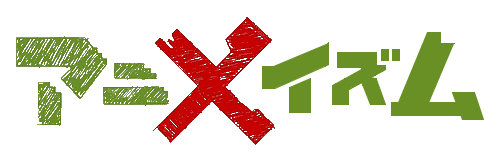
شعار البلوك

أنميزم (باليابانية : アニメイズム و تُنطق باليابانية : أنميّزُمو) وهي عبارة عن فقرة أو مجموعة من برامج الإنمي التي تبث في وقت متأخر علي قناة إم بي إس. نُشرت هذه الفقرة لأول مرة عام 2006 حيث كان يتمُّ البث في ليالي الخميس وصباح الجمعة حتّى نيسان/أبريل عام 2015 حيث تم نقل الفقرة إلى ليالي الجمعة وصباح السبت ويتم بث الفقرة على مرحلتين حيث يتم بث الإنميات التي تنتجها القناة.
أُطلقت الفقرة في البداية في تشرين الأول/أكتوبر 2006 كفقرة أنمي مدتها 30 دقيقة من أجل بث أهم الأنميات التي شاركت إم بي إس في إنتاجها، بدءًا من أنمي كود غياس. توسَّعت الفقرة لاحقًا إلى فقرة مدتها ساعة واحدة وذلك في نيسان/أبريل 2011، وفي نيسان/أبريل من العام الموالي أعادت قناة إم بي إس في إطلاق الفقرة ولكن باسمٍ جديدٍ هو أنميزم. بحلول نيسان/أبريل من العام 2015، أعادت الشبكة تنظيم فقرة أنميزم من جدول في ليالي الخميس وصباح الجمعة إلى جدول ليالي الجمعة وصباح السبت، حيث صرح كبير منتجي شبكة إم بي إس هيرو ماروياما بأن التغيير تم من أجل منع حدوث تضارب نسب المشاهدة مع بث قناة كانساي تي في قناتهم الشقيقة لفقرتها نويتامينا.
من حزيران/يونيو 2017 حتى كانون الثاني/يناير 2019، وقَّعت أنميزم صفقة مع أمازون لبث سلسلتها حصريًا على برايم فيديو في جميع أنحاء العالم، وبثَّت الشبكة فعلًا سلسلة بلاد الطير وغضب باهاموت في 29 حزيران/يونيو 2017. بحلول كانون الثاني/يناير 2019، لم تعد صفقة البث سارية المفعول في جميع أنحاء العالم، مع بث برايم فيديو حصريًا للعناوين في اليابان فقط.
قدمت إم بي إس في الثامن من آذار/مارس 2019 ما أسمتهُ سوبر أنميزم موسّعة من برنامجها أنيميزم لمدة نصف ساعة وذلك اعتبارًا من تموز/يوليو 2019.
أٌعلن في 23 آذار/مارس 2019 أن إم بي إس وكودانشا ودي إم إم دوت كوم قد وقّعوا شراكة لمدة عامين للإنتاج المشترك لعددٍ من حلقات الأنمي وتكييف أعمال من المانجا المنشورة من كودانشا أو إنشاء أعمال أصلية في شكل أنيمي مع اعتبار دومستك نا كاناجو أول عمل ناتج الشراكة بين الشركات الثلاثة.

## البرامج
هذه قائمة البرامج التي عُرضت أو تُعرض ضمن فقرة أنميزم:
- إيوريكا سفن
- كيه
- ديفل سرفايفر 2
- كيل لا كيل
- فرسان سيدونيا
- بيرسونا 4 ذي أنيميشن
- الخادم الأسود
- البطلة يونا يوكي
- فافنر في السماء الزرقاء
- حروب الطعام: شوكوغكي نو سوما
- كلاسروم كرايسس
- كيه (أنمي)
- فافنر في السماء الزرقاء
- القرية المفقودة
- ماغي (مانغا)
- اجين
- 91 يوما
- بيرسيرك (مسلسل تلفزيوني 2016)
- غضب باهاموت
- هايكيو
- صاحب التعاويذ الأزرق
- بلاد الطير